# Melitaea pyronia
Melitaea pyronia är en fjärilsart som beskrevs av Jacob Hübner 1800/23. Melitaea pyronia ingår i släktet Melitaea och familjen praktfjärilar. Inga underarter finns listade i Catalogue of Life.